# So – The Definitive Authorised Story of the Album
So – The Definitive Authorised Story of the Album ist ein Dokumentarfilm von George Scott über So, das fünfte reguläre Solo-Studioalbum und das siebte Album insgesamt des englischen Singer-Songwriters und Rock-Musikers Peter Gabriel. Dieser wurde als Videoalbum am 22. Oktober 2012 von Real World Records veröffentlicht.

## Hintergrund
Diese Dokumentation ist in der Reihe Classic Albums erschienen und erzählt die Entstehungsgeschichte von Peter Gabriels Album So aus dem Jahr 1986.

## Inhalt
Der Film enthält Beiträge von vielen, die an der Entstehung des Albums So und der dazugehörigen Videos beteiligt waren, darunter von Peter Gabriel selbst, dem Co-Produzenten des Albums Daniel Lanois, dem Toningenieur Kevin Killen, den Schlagzeugern Jerry Marotta und Manu Katché, der Performance-Künstlerin Laurie Anderson, dem Bassisten Tony Levin  und mehreren anderen Musikern.

## Veröffentlichung
Der Film wurde 2012 veröffentlicht und wurde auf verschiedenen Fernsehsendern gezeigt.
Am 15. August 2012 erschien eine abermals neu abgemischte 25th Anniversary-Version des Albums So von Peter Gabriel in drei verschiedenen Varianten. Das 25th Anniversary Deluxe-Box Set enthielt das Album, die beiden Live-CDs mit dem Namen Live in Athens 1987, den gleichnamigen Konzertfilm Live in Athens 1987 und neben weiteren Tonträgern die DVD zur Entstehung des Albums mit dem Namen So – The Definitive Authorised Story of the Album und ein Buch. Der enthaltene Dokumentarfilm wurde einzeln auch als Classic Albums: So auf DVD und Blu-ray Disc veröffentlicht.

## Titelliste

### Hauptfilm
Der Hauptfilm stammt von George Scott und besteht aus den folgenden Kapiteln:
1. Introduction
2. Red Rain
3. Ashcombe House
4. Sledgehammer
5. Don’t Give Up
6. Mercy Street
7. Lyrics
8. This is the Picture / Excellent Birds
9. The Running Order
10. In Your Eyes

### Extras
1. Big Time
2. Amnesty Tours
3. The Making Of Sledgehammer
4. In Your Eyes

### Lieder
Der Film enthält unter anderem Ausschnitte aus den nachfolgenden Liedern. Alle Musiktitel wurden von Peter Gabriel geschrieben:
(Quelle:)
- Red Rain
- Sledgehammer
- Big Time
- Don’t Give Up

## Mitwirkende
(Quelle:)

### Darsteller
Unter anderem wirkten mit:
- Laurie Anderson
- Peter Gabriel
- Manu Katché
- Kevin Killen
- Daniel Lanois
- Tony Levin
- Jerry Marotta

### Technisches Personal
- Peter Gabriel – Leitender Produzent für Real World
- Nick de Grunwald – Produzent der Serie Classic Albums
- Geoff Kempin – Leitender Produzent für Eagle Rock Entertainment Ltd.
- Mike Large – Leitender Produzent für Real World
- George Scott – Filmregisseur
- Terry Shand – Leitender Produzent für Eagle Rock Entertainment Ltd.